# Jacob van Halewyn
Jacob van Halewyn (ca. 1475 - 1 oktober 1544) was burgemeester van Brugge.

## Levensloop
Ridder Jacob van Halewyn stamde uit een voorname adellijke familie, die zijn oorsprong vond in de omgeving van Menen en verwant werd met talrijke adellijke families.
Zijn vader, Karel van Halewyn (†1496), werd raadsheer bij de hertogen van Bourgondië en was vanaf 1482 grootbaljuw van Brugge en het Brugse Vrije. Zijn moeder was Adriana de Baenst. Hijzelf trouwde met zijn nicht Catharina van Halewyn en ze hadden verschillende kinderen, maar met weinig nakomelingen.
Het echtpaar Van Halewyn-van Halewyn werd in de kerk van Maldegem begraven.
Hij erfde heel wat heerlijkheden en was onder meer heer van Maldegem, Uitkerke, Lembeke, Mezegem en Leyscote. Vooral als heer van de belangrijke heerlijkheid Maldegem trad hij actief op. Hij richtte een 'schepenhuis' op in 1525 en bouwde een kasteel in hetzelfde jaar, twee monumenten die tot heden bewaard zijn gebleven.
Hij werd raadsheer bij keizer Karel V en was duidelijk trouw aan de Habsburgse monarch. Vanaf de jaren dertig begonnen de discussies over religie, die stilaan een aanzienlijke omvang namen.
In 1536 werd hij schout van Brugge en in 1540 (of 1541) grootbaljuw van Brugge en het Brugse Vrije, twee vertrouwensfuncties in dienst van de centrale overheid.
Ook nog in 1536 werd hij hoofdman van de Sint-Jorisgilde van kruisboogschutters, de voornaamste societyvereniging in Brugge.

## Stadsbestuur
Van Halewyn speelde een voorname rol in het Brugse stadsbestuur. Hij had duidelijk niet de ambitie om er een traditioneel curriculum in te doorlopen, als hoofdman, raadslid, schepen of thesaurier, maar liet zich enkel in de hoofdfuncties benoemen, waar hij duidelijk als vertrouwensman van het centraal gezag in terecht kwam. Hij was burgemeester van de schepenen van 1513 tot 1515 en in 1516-1517.
Na een lange tussentijd werd hij opnieuw burgemeester van de schepenen van 1538 tot 1541. Ging het echter wel om hem en niet om een naamgenoot? Hij was immers in dezelfde jaren schout en grootbaljuw. Als hij de functies cumuleerde, moet dit wel zeer uitzonderlijk zijn geweest. Of betekent het dat hij maar korte tijd schout was om een vervolgens een paar jaar burgemeester te zijn vooraleer hij grootbaljuw werd?

## Bron
- Stadsarchief, Brugge, Register van de Wetsvernieuwingen.